# Antoine Charles Étienne Paul de La Roche-Aymon
Antoine Charles Étienne Paul de La Roche-Aymon fue marqués, general y escritor militar nacido en París en 28 de febrero de 1772, muerto en la misma ciudad en 1849.
De La Roche-Aymon, par de Francia, mariscal de campo e hijo del precedente Guillerrmo de La Roche-Aymon, , emigró con su padre, al comienzo de la revolución francesa y sirvió en el ejército de Conde, y después de licenciarse de esta armada, pasó al servicio de Prusia y se condujo con gran distinción ("Dictionnaire historique et biographique des généraux français", por el caballero J.B.P.J.  de Courcelles, París, 1823)

## Biografía
Antoine fue hecho marqués de La Roche-Aymon bajo el reinado de Luis XVI de Francia y su familia era originaria de Saint-Maixant (Creuse) y entró como supernumerario en el cuerpo de guardias en 1784 y cuatro años más tarde en el  regimiento de Foix.
En 1789 partió para Nápoles en la embajada del barón Talleyrand y posteriormente viajó a Italia visitando Roma y Florencia, y en 1792 hizo la campaña en el ejército de los príncipes, y tras licenciarse se establece en Altona, pasando posteriormente a Hamburgo donde trabaja en una biblioteca.
En 1794 entra al servicio de Prusia como ayudante de campo del príncipe Enrique de Prusia (1726-1802), hermano menor de Federico II el Grande, hasta la muerte de este príncipe en 1802 y pasa posteriormente como mayor en el cuerpo de husares en guarnición en Berlín y después de la guerra contribuyó a la reorganización del ejército prusiano, encargado de la redacción de las ordenanzas para las tropas ligeras y más tarde junto a Louis George Leopold von Borstell, teniente-general al servicio de Prusia, las ordenanzas concernientes a la caballería, nacido Borstell en 1773, quien decidió con dos brigadas en 1813 las batallas de Isbeener y la de Dennewitz, muy activo mientras duró la guerra, comandando en 1815 el 2.º cuerpo de prusianos.
En 1810 fue hecho coronel y entra en Francia en 1811, bajo las órdenes de Napoleón Bonaparte y se ofreció al servicio del ejército francés, pero intuyendo una pronta confrontación con Prusia rehusó y de regreso a Berlín dimite y se reira con el grado general mayor.
En 1814, de regreso a su patria fue nombrado mariscal de campo por Luis XVIII de Francia y durante los Cien Días se retira al departamento de la Creuse, y en la Segunda Restauración fue creado par de Francia. En 1817 fue comandante del departamento de Deux-Sevres, en 1819 del departamento de Seine-et-Oisse, en 1820 inspector de caballería.
En 1823, parte con su hermano a la expedición de la España y fue hecho teniente-general después del affaire de Molina de Rey, y miembro de la minoría liberal de la cámara de pares reconoció al nuevo gobierno surgido de la revolución de 1830 o revolución de julio, y la revolución de febrero o revolución francesa de 1848 le retiró a la vida privada
Como escritor militar dejó como obra ma importante una "Introducción al estudio del arte de la guerra", 4 vols., con átlas, reimpresa por Martin de Better con el título "Memorias sobre el arte de la guerra",5 vols. in 8.º con átlas. Otras obras, las siguientes: "Manual al servicio de la caballería ligera en campaña"; "De las tropas ligeras,..."; " De la caballería,.."; "Observaciones históricas y críticas sobre los remontes", cooperó en el "Diccionario de la conversación" y dejó otras obras inéditas.

## Obras
- Introduction a l'etude de l'art de la Guerre, 1802-04, 4 vols. in 8.º. con átlas.
- Mémoires sur l'art de la guerre, París, 1857,5 vols.in 8.º con átlas
- Manuel du service de la cavalerie légére en campagne, París, 1821.
- Des troupes legeres, París, 1817
- De la cavalerie, París, 1828
- Observations historiques et critiques sur les remontes, París, 1855